# Сапега, Павел Мария
Павел Мария Сапега (пол. Paweł Maria Sapieha ; 17 мая 1900, Седлиска — 1987, Мюнхен) — офицер Войска Польского Второй Республики Польша, подполковник армии США, работник контрразведки.

## Биография
Представитель польско-литовского княжеского рода Сапег герба «Лис». Единственный сын князя Павла Яна Петра Сапеги (1880—1934) и Матильды Паулы Элеоноры цу Виндишгрец (1873—1968). Внук князя Адама Станислава Сапеги, с лицом которого изображен великий князь литовский Витовт на картине Яна Матейко «Грюнвальдская битва». Принимал участие в советско-польской войне, во время которой был тяжело ранен в битве при Замосце. После войны остался в армии.
Произведен в чин подпоручика кавалерийского запаса со старшинством 1 января 1920 года. В 1923, 1924 годах был офицером запаса 8-го уланского полка в Кракове. В 1934 году в качестве резерва был прикомандирован к Офицерскому штабу округа № V в качестве офицера, предназначенного для использования во время войны, а затем оставался на учете штаба округа Тарновские Горы.
В 1920-х учился во Франции. В 1931—1936 годах он был директором Концерна шахт и химических заводов, принадлежащего его немецкому двоюродному брату Эдгару Хенкелю фон Доннерсмарку в Тарновских Горах в Верхней Силезии. В 1933—1936 годах он жил с женой и дочерью во дворце в Карлушовце, принадлежавшем семье фон Доннерсмарк (сегодня часть города Тарновские Гуры). В 1934 году умер Павел-старший, и его сын взял на себя управление поместьем площадью 5000 га в Седлиске, разделив свои новые обязанности с работой в концерне. В 1936 году он и его семья навсегда переехали в Седлиску, после того как компания немецкого двоюродного брата была захвачена нацистами.У 1930-х годах адвокатом Павла Сапеги был доктор Юлиуш Бардах, сын Теофила и отец Витольда, который практиковал в Раве-Русской.
В сентябре 1939 года Павел Сапега был мобилизован, а Вирджилия осталась в поместье. Во время немецких бомбардировок она с детьми и прислугой убежала в лес. Она приютила в поместье 180 человек — жен и детей офицеров, дошедших до Седлиски пешком из Великой Польши на второй неделе войны. После вторжения советских войск в Польшу, 17 сентября 1939 года, Павел Сапега увез свою семью во Львов, а позже через Румынию и Францию они попали в США. Там он поступил на службу в армию Соединенных Штатов Америки. После окончания Великой Отечественной войны, как и остальным членам семьи Сапега, вынужден был остаться на Западе, продолжая военную карьеру до 1950 года. Участвовал в Корейской войне. В 1960-х годах он был резидентом контрразведки США в Афинах в звании подполковник. Брак с Вирджилией продлился недолго, они развелись в 1950 году.
Павел Сапега-младший никогда не терял связи с родиной, помогая во многих исследованиях истории своей семьи, в том числе в биографии собственного прапрадеда Александра Сапеги.
3 мая 1977 года президент Республики Польша в изгнании Станислав Островский наградил Павла Сапегу Рыцарским крестом ордена Polonia Restituta.

## Брак и дети
В 1933 году женился на Вирджилии Петерсон (1904—1966), дочери американского невролога и психиатра из Нью-Йорка, главы Американской неврологической ассоциации. Родителей Павла-младшего не устроил выбор сына. Только мать Павла, Матильда Сапега, приехала в Лондон на свадьбу летом 1933 года. Отец остался дома, сославшись на плохое самочувствие
В браке родилось двое детей:
- Мария Кристина (р. 1934)
- Николай Фредерик (1937—1995)-  известный фотограф

В 1950 году Павел Мария и Вирджилия развелись.